# Thế hấp dẫn

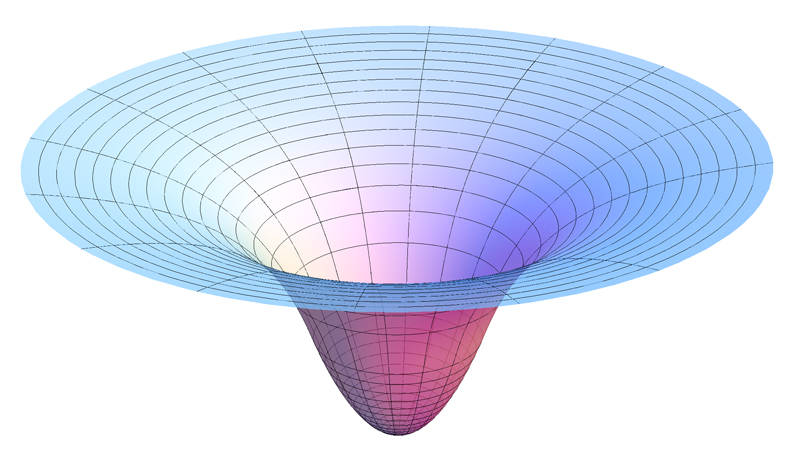
Đồ thị của một lát cắt hai chiều của thế hấp dẫn trong và xung quanh một vật thể cầu đều. Các điểm uốn của mặt cắt ngang nằm trên bề mặt của vật thể.

Trong cơ học cổ điển, thế hấp dẫn tại một vị trí bằng công (năng lượng được truyền) trên một đơn vị khối lượng cần thiết để di chuyển một vật đến vị trí đó từ một vị trí mốc cố định. Nó tương tự như điện thế với khối lượng thay thế vai trò của điện tích. Vị trí mốc, nơi thế hấp dẫn bằng 0, theo quy ước xa vô hạn so với bất kỳ khối lượng nào, dẫn đến thế hấp dẫn âm ở bất kỳ khoảng cách hữu hạn nào.
Trong toán học, thế hấp dẫn còn được gọi là thế Newton và là nền tảng trong nghiên cứu thuyết thế. Nó cũng có thể được dùng để giải quyết các trường tĩnh điện và tĩnh từ tạo ra bởi các vật thể hình elipxoit phân cực hoặc tích điện đều.